# مهدي خلايفية
مهدي خلايفية (مواليد 13 مارس 1985 في الجزائر ) لاعب كرة القدم جزائري . لعب سابقًا كمدافع في نادي أتلانتس لكرة القدم الذي ينشط في دوري الدرجة الثانية الفنلندي.

## مشواره
بدأ الخليفية مسيرته الكروية في صفوف الناشئين بنادي مسقط رأسه اتحاد عنابة. خلال بطولة دولية مع ناديه في فرنسا، تم رصده من قبل كشافة أولمبيك مرسيليا الذين سرعان ما وقع معهم في الأكاديمية. بصفته عضوًا منتظمًا في الفريق الاحتياطي، لم يُمنح عقدًا احترافيًا وغادر النادي في النهاية ووقع مع نادي أتلانتس في فنلندا.

## دوليًا
تم توجه مع الجزائر تحت 23 سنة 

## الحياة الشخصية
وهو ابن شقيق اللاعب الجزائري الدولي السابق ياسين سلطاني .

## روابط خارجية
- مهدي خلايفية على موقع قاعدة بيانات كرة القدم.إي يو (الإنجليزية)